# 岡山県道324号東茅部下福田線
岡山県道324号東茅部下福田線（おかやまけんどう324ごう ひがしかやべしもふくだせん）は、岡山県真庭市を通る一般県道である。

## 概要
蒜山地域を通る。

### 路線データ
- 起点：岡山県真庭市蒜山東茅部（岡山県道322号中福田湯原線交点）
- 終点：岡山県真庭市蒜山下福田（国道482号交点）
- 総延長：2.5 km

## 地理

### 通過する自治体
- 真庭市

### 交差する道路
| 交差する道路                    | 交差する場所 | 交差する場所 |
| ------------------------------- | ------------ | ------------ |
| 岡山県道322号中福田湯原線       | 蒜山東茅部   | 起点         |
| 岡山県道702号八束川上自転車道線 | 蒜山東茅部   |              |
| 国道482号                       | 蒜山下福田   | 終点         |

### 沿線
- 蒜山
- 旭川